# Pomponianus (Ier siècle)

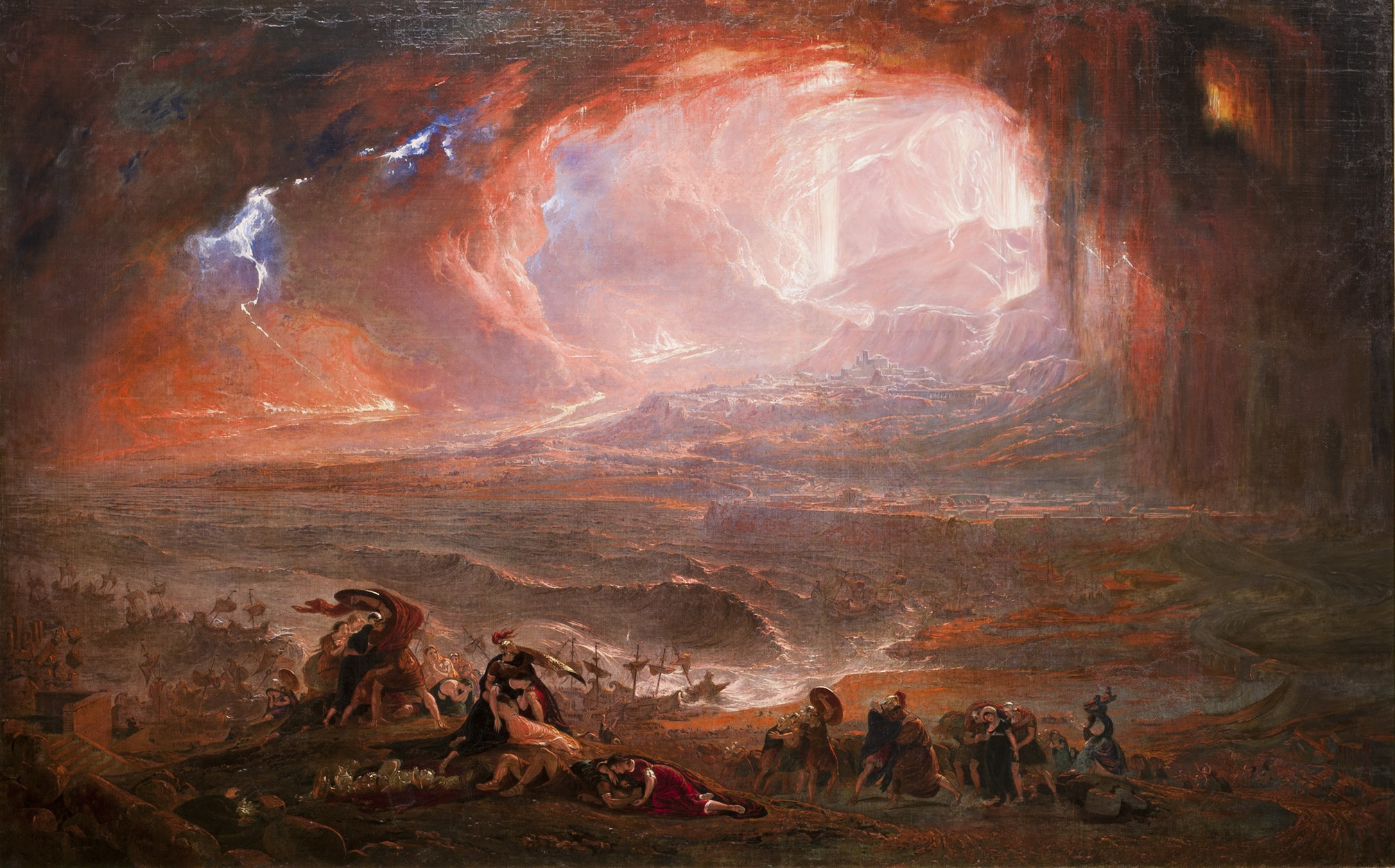
La Destruction de Pompéi et d'Herculanum par John Martin (XVIIIe s.).

Pomponianus ou Pomponien (né et mort à des dates inconnues du Ier siècle), fut un probable homme politique romain (peut-être consul effectus puis proconsul, voir dernière rubrique ci-dessous) et grand ami de Pline l'Ancien chez qui ce dernier mourut lors de l'éruption du Vésuve qui détruisit la ville de Pompéi (entre autres), en l'an 79.

## Éruption du Vésuve en 79
Peu de choses sont connues à propos de la vie de Pomponien. Nous savons qu'il vivait à Stabies durant le Ier siècle, ville où il possédait une riche villa au sommet d'une colline surplombant le littoral de la baie de Naples. Stabies est située à une dizaine de kilomètres du Vésuve ; au moment de l'éruption de ce dernier le 24 octobre de l'an 79, Pomponien s'y trouve donc. Pline l'Ancien, ami de Pomponien, se trouvait quant à lui en poste en tant que commandant de la flotte romaine ancrée dans le port de Misène, ville située à environ 35 km au nord-ouest du volcan.
Le témoignage de Pline le Jeune contenu dans ses célèbres Lettres à son ami Tacite étant le seul témoignage de l'éruption qui nous soit parvenu, c'est à lui que nous devons la connaissance des événements qui entourèrent la mort de Pline l'Ancien après qu'il eut trouvé refuge chez Pomponien, quoique Pline le Jeune ne fût lui-même pas sur place et ne les entendît que raconter par des témoins directs. Selon son neveu, Pline l'Ancien s'enquérait déjà d'aller voir la colonne de fumée s'échappant du Vésuve de plus près au début de l'éruption quand on lui fit parvenir une lettre urgente de Rectina, la femme d'un dénommé Cascus, ami de Pline. Le messager, venu à cheval, avait dû partir quelques heures plus tôt, alors que le volcan commençait à éjecter de petits panaches de cendre peu élevés, car Pline le Jeune indique que le messager arriva quasiment au moment où ledit panache, ayant crû entre temps, devint visible de Misène (à cette distance, Pline note que personne ne savait encore de quelle montagne s'échappait le nuage). Cette lettre était un appel au secours, Pline le Jeune mentionne que la villa de Cascus et Rectina subiacebat, c'est-à-dire « était située en contrebas [du Vésuve] » et sur le littoral, lieu très peuplé « dont les charmes avaient attiré beaucoup de monde. »
Pline l'Ancien fit donc appareiller quatre quadrirèmes et s'embarqua sur l'une d'elles, mais l'accès à la côte s'étant avéré trop dangereux à cet endroit, Pline décida de faire cap sur Stabies pour y séjourner chez Pomponien. Là, lui et sa suite se retrouvèrent dans l'impossibilité de repartir en raison des mauvaises conditions de la mer ; ils décidèrent donc d'y passer la nuit. Le nuage de fumée et de cendre de l'éruption ayant obscurci le ciel, et les cendres étant tombées toute la nuit sur les toits de l'habitation, Pomponien et Pline l'Ancien durent prendre la décision au petit matin (sombre comme la nuit bien que le soleil fût alors en train de se lever) de sortir de la maison et d'en faire sortir tous ceux qui s'y trouvaient (les pierres ponces et les cendres menaçaient en effet de faire s'écrouler les toits). Pline le Jeune raconte que les gens se couvrirent la tête de coussins afin d'éviter d'être blessés par la chute des ponces et des cendres. Pline choisit d'attendre sur la plage que la mer se fût calmée assez pour leur permettre de repartir ; il s'assit sur un linge mais l'air se chargea bientôt d'une odeur de soufre et les flammes « se rapprochèrent ». Pline l'Ancien voulut s'aider de deux esclaves pour se relever mais n'y parvint pas et s'effondra sur place, suffoqué (Pline le Jeune fait remarquer à cet endroit que son oncle avait toujours eu une respiration difficile).
L'évocation de l'odeur de soufre soudaine et d'un rougeoiement au même moment semble indiquer qu'une nuée ardente s'approchait de Stabies à ce moment-là, sans toutefois l'atteindre puisque le corps de Pline fut découvert intact le lendemain. La propagation d'une odeur de soufre caractéristique est en effet un phénomène constaté lorsqu'une nuée ardente arrête sa course et que les gaz que son nuage contenait se dispersent. Cette hypothèse est appuyée par le rougeoiement mentionnée, lui aussi caractéristique d'une nuée ardente observée nuitamment. En outre nous savons, d'après la comparaison des deux récits de Pline le Jeune – celui de la mort de son oncle et celui de ce qui lui arriva à lui, qui était resté à Misène –, qu'après une accalmie qui avait duré toute la nuit, l'éruption connut une dernière activité intense au petit matin, quand le panache de cendres s'effondra sur lui-même (la phase éruptive touchant à sa fin, le volcan n'émettait plus de matériaux assez chauds pour que ce panache pût continuer à se maintenir dans l'atmosphère : en se refroidissant, il devint en effet plus dense que l'air et commença alors à retomber). La chute du panache éruptif recouvrit une zone immense, quasiment toute la baie de Naples fut emprise dans une sorte de nuée ardente finale, quoique de température peu élevée et de composition plus diluée, appelée déferlante pyroclastique par les volcanologues. Celle-ci se dispersa en s'éployant.

## Correspondances possibles
Un certain Gaius Tullius Capitus Pomponianus Plotius Firmus correspondrait au Pomponianus cité par Pline le Jeune d'après les travaux d'Edmund Groag et d'Eckart Lefèvre. Ce Gaius Tullius Pomponianus fut en effet nommé consul effectus en 84. Celui-ci provenait d'une riche famille et possédait une villa dont on sait qu'elle se trouvait dans les environs de la baie de Naples à cette époque. En outre, il connaissait Pline le Jeune et Tacite. Nous savons peu de choses de la vie de ce Gaius Tullis Pomponianus à part qu'il fut ensuite nommé proconsul en Afrique en 96. Le père de ce Gaius Tullius Pomponianus fut probablement Plotius Firmus, lequel fut nommée Préfet du prétoire en 68.